# Lez Brotherston
Lez Brotherston (Liverpool, 1961) è un costumista britannico.

## Biografia
Nato a Liverpool, Lez Brotherston ha studiato scenografia alla Central School of Art and Design, laureandosi nel 1984. Da allora si è affermato come uno dei maggiori scenografi e costumisti britannici, stringendo un proficuo sodalizio artistico con il coreografo Matthew Bourne. Nel corso della sua carriera ha vinto il Tony Award ai migliori costumi per Il lago dei cigni a Broadway e il Laurence Olivier Award per l'eccellenza nella danza per Cenerentola al Teatro Sadler's Wells.